# Child 44
Child 44 är en amerikansk-brittisk thrillerfilm från 2015, i regi av Daniel Espinosa, skriven av Richard Price och är baserad på Tom Rob Smiths roman Child 44 (2008). I rollerna syns Tom Hardy, Gary Oldman, Noomi Rapace, Joel Kinnaman, Paddy Considine, Jason Clarke och Vincent Cassel. Filmen hade biopremiär den 17 april 2015 i USA och svensk premiär den 1 maj samma år.

## Rollista
- Tom Hardy - Leo Demidov
- Noomi Rapace - Raisa Demidova
- Joel Kinnaman - Vasili Nikitin
- Gary Oldman - General Nesterov
- Vincent Cassel - Major Kuzmin
- Jason Clarke - Anatoly Brodsky
- Paddy Considine - Vladimir Malevich
- Josef Altin - Alexander
- Sam Spruell - Doktor Tyapkin
- Ned Dennehy - Coroneren
- Fares Fares - Alexei Andreyev
- Nikolaj Lie Kaas - Ivan Sukov
- Anna Rust - Sasha
- Xavier Atkins - Pavel
- Sonny Ashbourne Serkis - Artur
- Kevin Clarke - MGB Agent
- Petr Vanek - Fyodor
- Max Rowntree - Andrej
- Michael Nardone - Semyon Okun
- Fedja Stukan - Sergei
- Anssi Lindström - Alexander Pickup
- Harmon Joseph - Vadim
- Charles Dance - Major Grachev
- Tara Fitzgerald - Inessa Nesterov
- Samuel Buttery - Varlan Babinic
- Agnieszka Grochowska - Nina Andreeva